# Monti Pekul'nej
I monti Pekul'nej (in russo Пекульней?) sono una catena montuosa dell'estremo oriente russo (Circondario autonomo della Čukotka).
La catena si allunga in direzione nordest-sudovest per circa 300 chilometri a cavallo del Circolo polare artico, nella parte centro-orientale della Čukotka, per la maggior parte compresa fra i corsi dei fiumi Jurumkuveem e Tanjurer, entrambi affluenti dell'Anadyr'. La catena culmina ai 1.381 metri del monte Koljučaja. I Pekul'nej costituiscono la sezione orientale della regione di alteterre dell'Anadyr'; la catena si salda a nord all'altopiano dei Ciukci.
Il manto vegetale è costituito, anche alle quote inferiori, dalla tundra, a causa della rigidità del clima e delle basse temperature estive; alle quote più elevate, dove le temperature restano sotto lo zero per tutto l'anno, si estendono vaste aree senza vegetazione. A causa dell'estrema rigidità del clima, l'intera zona è pochissimo popolata e non esistono centri urbani di qualche rilievo.